# Gradagem

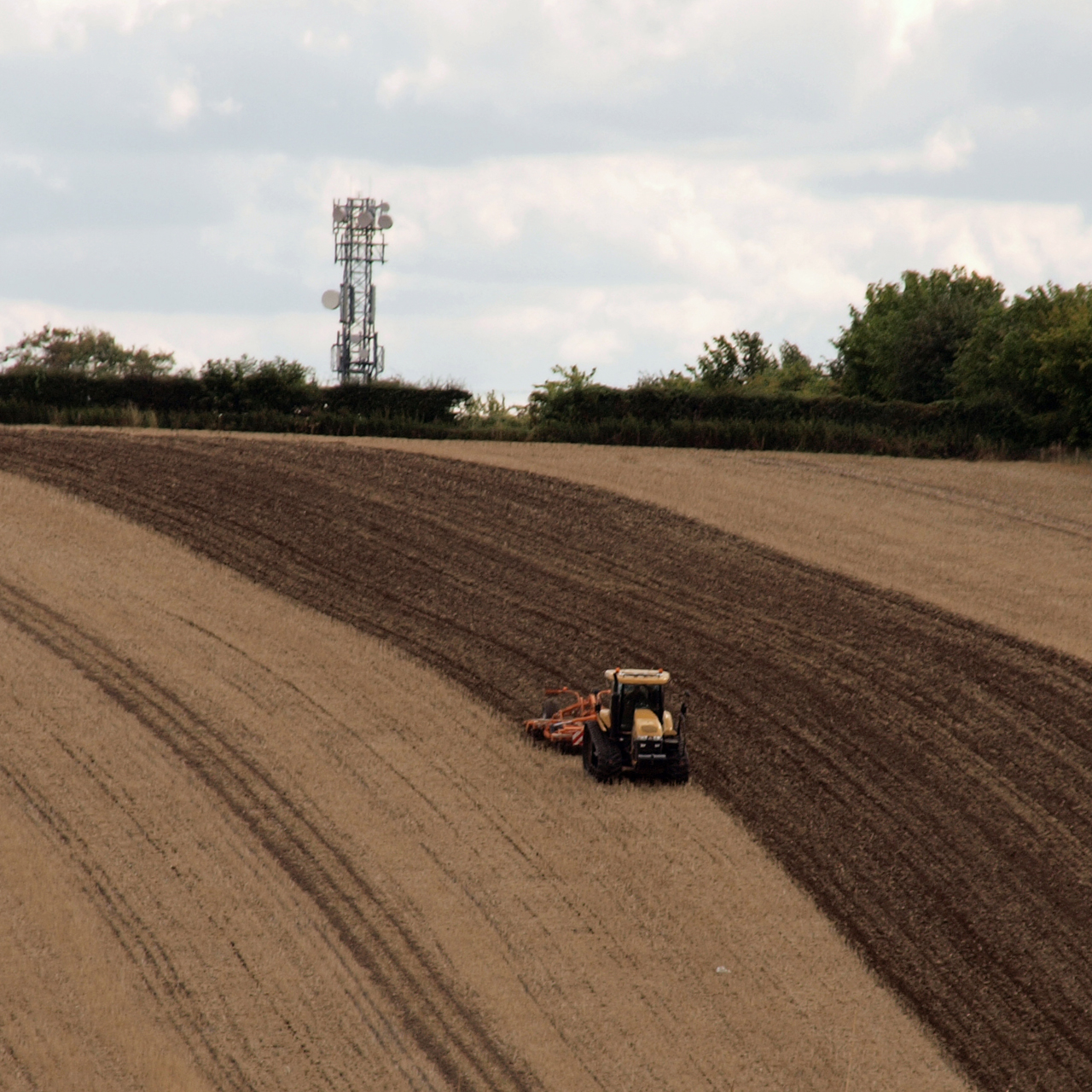
Área sendo gradeada.

Gradagem é a etapa de preparação do solo para cultivo agrícola posterior à aração. Após a aração, o solo ainda poderá conter muitos torrões, o que dificultaria a emergência das sementes e o estabelecimento das culturas. Com a utilização do implemento grade, os torrões são desfeitos e a superfície do solo torna-se mais uniforme. 